# Campylotropis fulva
Campylotropis fulva är en ärtväxtart som beskrevs av Anton Karl Schindler. Campylotropis fulva ingår i släktet Campylotropis och familjen ärtväxter. Inga underarter finns listade i Catalogue of Life.